# 元禄恋模様 三吉とおさよ
『元禄恋模様 三吉とおさよ』（げんろくこいもよう さんきちとおさよ）は、1934年に日本マンガフィルム研究所により制作された日本のアニメ映画。監督は瀬尾光世。

## 概要
1934年に製作された短編映画（白黒、8分）。宴席の場から連れ去られたおさよを三吉が奪い返しに行く時代劇となっている。1939年に映画法による統制が始まると「元禄恋模様 三吉とおさよ」は剣劇と恋愛を扱うストーリーであるため、14歳未満の入場が許されない「非一般映画」に指定された。一方で、娯楽性もあるため朝鮮半島や中国大陸へ送られ現地で上映された。
フィルムは、2020年現在も現存しており動画サイトなどで公開されている。ただし、本来存在していた音声は欠落しておりサイレント映画の扱いになっている。